# 開成教育セミナー
開成教育セミナー（かいせいきょういくセミナー、英: Kaisei Education Seminar）は、株式会社成学社が運営する日本の学習塾である。現在、大阪府、兵庫県、滋賀県、に展開している。

## 概要
開成教育セミナーは、開成教育グループの傘下である。受講対象者は小学校2年生から中学校3年生まで。

## 開成教育グループの他塾
- フリーステップ
- 開成ベガ
- 開成ハイスクール
- ソフィア
- 代ゼミサテライン予備校